# Vytautas Butkus
Vytautas Butkus (ur. 20 grudnia 1949 w Kownie) – litewski wioślarz reprezentujący ZSRR, srebrny medalista olimpijski.

## Kariera
Wystąpił na igrzyskach olimpijskich w Montrealu w 1976, gdzie osada ZSRR w składzie: Jewgienij Dulejew, Jurij Jakimow, Aivars Lazdenieks i Vytautas Butkus zdobyła srebrny medal w czwórce podwójnej. W finale uplasowali się o 1,24 sekundy za osadą NRD i o 1,88 sekundy przed osadą Czechosłowacji. Był to jego jedyny start olimpijski.
W tej samej konkurencji zdobył brąz na mistrzostwach świata w Nottingham (1975).
Na mistrzostwach Europy w Moskwie (1973) był drugi w jedynce.
Kształcił się na Litewskim Instytucie Wychowania Fizycznego w Kownie. Po zakończeniu kariery pracował jako trener wioślarstwa. Był między innymi trenerem reprezentacji Litwy w latach 2002-2004, w tym na igrzyskach olimpijskich w Atenach w 2004.